# Парцуфим
Парцуфим (ивр. פרצופים‎, единственное число парцуф)— термин из каббалы, обозначает «Божественные Личности», представляет собой особые конфигурации десяти сфирот, божественных атрибутов/эманаций в Духовных мирах в Процессе творения. Каждый парцуф представляет собой соединение разрозненных сфирот в гармоничное целое. Названия парцуфим взяты из книги Зогар (основополагающий текст каббалы). Там они являются синонимами сфирот. Их полное доктринальное значение проявилось в лурианской каббале (XVI век) и было связано с космическими процессами Тиккун («Хаос и Исправление»).
Средневековая каббала описывала десять сфирот как божественные каналы, исходящие из божественного источника и нисходящие в линейной прогрессии. Моше Кордоверо систематизировал различные средневековые толкования книги Зогар. Позднее Ицхак Лурия переработал каббалу. Лурианские парцуфим описывают динамические отношения между парцуфим, которые взаимодействуют друг с другом. Высшие парцуфим облачаются в низшие, подобно тому, как душа облачается в тело.
Согласно лурианской каббале, линейная схема сфирот ускоряет «разрушение» Тоху, (мир Хаоса). Их преобразование в парцуфим в Мире Ацилут (Мир исправления), начинает космическое исправление.
В результате крушения Мира Хаоса искры святости попали в три нижних духовных мира. Человек, душа которого отражает гармоничный порядок парцуфим, исправляет мирской мир, освобождая изгнанные искры святости через изучение Торы и исполнение заповедей.

## Описание
В лурианской каббале духовные миры организованы в устойчивую форму с помощью сфирот и парцуфим. 
Книга «Зогар» (статья «Буквы раби Амнона-Саба», стр. 104) описывает 5 частей парцуфа, что приравнивается к 5 сфирот,  точке и четырём буквам АВА”Я:
- кэтэр-точка буквы йуд
- хохма-йуд
- бина-хей
- З”А (тиферет)-вав
- малхут-хей.

125 парцуфим (в каждом из пяти миров по 5 парцуфим на 5 уровнях, итого 5х5х5) отличаются наполняющим их светом.
В мире Ацилут (Мир «Эманации», в котором происходит процесс Тиккун), сфирот развиваются в новые гармонизированные парцуфим, в которых они могут объединиться. 
В парцуфим сфирот становятся полностью автономными структурами, где все 10 сфирот являются активными силами интеллектуальных и эмоциональных способностей. Теперь они могут взаимодействовать с другими парцуфим, погружаясь в них (динамическое взаимодействие).
Мессианская цель — объединение изначального великого озарения Тоху со зрелыми сосудами мира исправления (Тиккун), раскрывающее высшую божественную сущность обоих.

### Антропоморфизм парцуфим
Лурия подчеркивал метафорическую природу парцуфим, как Божественных «ликов», проявлений Божества альтернативными аспектами. При этом, согласно раввину Шимону бар Йохаю нет речи о множестве богов в книге «Зогар» :

Что бы я ни сказал об Ветхом денми, и что бы я ни сказал о Зеир Анпине, все Едино; все абсолютно Едино.

## Первичные и вторичные парцуфим
Десять сфирот развиваются в пять или шесть первичных парцуфим, которые далее развиваются в пары мужских и женских вторичных парцуфим. Мужские парцуфим — внешние/излучающие/дающие, а женские —внутренние/принимающие/питательные, аналогично женскому процессу беременности для питания последующей эманации. Терминология и система парцуфим описывают подробные и конкретные аспекты Божественности, их природу и функции, обсуждаемые в каббале.

### Первичные парцуфим
Первичные парцуфим и сфирот, из которых они развиваются:
- Ветхий денми, правый парцуф сфиры кетер, высший «самый ранний/старейший» внутренний аспект сфиры кетер, связь её с Эйн Соф
- Арих Анпин — левый парцуф сфиры кетер, означает «Вытянутое лицо/Расширяющееся терпение», бесконечно простирающийся вниз источник божественного сострадания в сфире кетер
- Абба — парцуф сфиры хокма, означает «Отец», выражает собой озарение Мудрости, прозрение, корень интеллекта
- Има — парцуф сфиры бина, означает «Мать», интеллектуальное понимание
- Зеир Анпин — парцуф, атрибутами которого являются шесть сфирот эмоций (гвура, хесед, тиферет, ход, нецах, йесод), означает «Маленькое лицо/Короткое терпение»
- Нуква — парцуф сфиры малхут

### Таблица парцуфим
Полный набор парцуфим (6 первичных и 12 вторичных):
| Сфира: Нестабильные разделенные силы                               | Парцуфим: Стабильные гармонизированные реконфигурации | Вторичные парцуфим: особые мужские/женские подразделения |
| ------------------------------------------------------------------ | --- | --- |
| Абстрактное желание: Кетер                                         | Ветхий денми (Атик Йомин) Внутренний смысл сфиры кетер —Связь с Богом Арих Анпин («Вытянутое лицо»/Макропросопус) Внешний смысл кетер-Воля/Нисходящая Божественная душа в Творении                                                  | Атик Йомин, мужской "Ветхий денми" Нуква д'Атик Йомин, женский "Ветхий денми" Арих Анпин - мужской "Длинный Лик" Нуква д'Арих Анпин (женский "Длинный Лик")                                     |
| Мудрость: Хохма                                                    | Аба Илаах («Высший Отец») Сила спонтанно извлекать понимание из сверхсознательной сферы Исраэль Саба («Израильский дедушка») Сила впоследствии направлять понимание в сознание Аба («Отец») Сочетание Аба Илаах и Исраэль Саба      | Оба парцуфим хохмы — мужские. Для их женских аналогов см. первичные парцуфим бины |
| Понимание: Бина                                                    | Има («Мать») Совместное влияние с Аббой-Отцом Развитие заботы Тевуна («Понимание») | Оба парцуфим Бины — женские. Для их мужских аналогов см. первичные парцуфим Хохмы |
| Шесть эмоциональных атрибутов: Хесед Гвура Тиферет Нецах Ход Йесод | Зеир Анпин («Малое Лицо/ Микропросопус»)/Явленный Бен («Сын»)/Жених, ищущий единства с Нуква Изучение Торы/ /Письменная Тора/Солнце/Древо жизни Откровение Божественной трансцендентности - Тетраграмматон «Святой, благословен Он» | Оба парцуфа Зэир Анпина являются мужскими и имеют свои женские аналоги в Нукве Исраэль (названной в честь Иакова) Лицо, смотрящее вверх Иаков (названный в честь «Иакова», пра-отца израильтян) |
| Активная эмоция: Малхут                                            | Нуква/Нок д'Зейр Анпин («Женское» от Зейр Анпин) Принимающая Бат («Дочь») Невеста, ищущая единства с Зейр Анпин Молитва/Устная Тора/Луна/Дерево познания добра и злаИмманентность-Элохим Шхина-Внутреннее Божественное Присутствие  | Оба парцуфа Нуквы являются женскими и имеют свои мужские соответствия в Зейн Анпин Лея (названа в честь первой жены Иакова) Рахель (названа в честь второй жены Иакова)                         |

Вторичные парцуфим сфиры кетер не имеют особых названий, в отличие от вторичных парцуфим других сфирот.

## Проявления
6 первичных и 12 вторичных парцуфим являются основными гармонизированными Божественными проявлениями в Четырех Мирах сотворенного бытия. Рабби Шимон бар Йохай обсуждает глубокие проявления парцуфим. Идра Зута, традиционно приписываемая дню его ухода из этого мира, его Йом Хиллула («день свадьбы»), считается самым глубоким учением книги Зогар.